# Luxe (Pyrénées-Atlantiques)
Pour les articles homonymes, voir Luxe.
Luxe est une ancienne commune française du département des Pyrénées-Atlantiques. Le 27 juin 1842, la commune fusionne avec Sumberraute pour former la nouvelle commune de Luxe-Sumberraute.

## Géographie
Luxe fait partie du pays de Mixe, dans la province basque de Basse-Navarre.

## Toponymie
Son nom basque est Lukuze. Jean-Baptiste Orpustan indique que Luxe provient du latin lucu (« bois » ou « bois sacré »).
Le toponyme Luxe apparaît sous les formes 
Luxa (XIIe siècle, collection Duchesne volume CXIV), 
Sancta Maria de Lucse (1160), 
Luc (1249), 
Lucxa (1264), 
Luxa (1264), 
Luixe (XIIIe siècle, cartulaire de Bayonne), 
Lucxa (1384, collection Duchesne volume CXV),
Nostre-Done de Lucxe (1472, notaires de Labastide-Villefranche) et
Lixe (1650).

## Histoire
Paul Raymond note que le comté de Luxe dépendait du royaume de Navarre et qu'au XVIIIe siècle, cette commune était une souveraineté qui appartenait aux Montmorency.

## Politique et administration
| Période | Période | Identité                      | Étiquette | Qualité                             |
| ------- | ------- | ----------------------------- | --------- | ----------------------------------- |
| 1790    |         | Jean Vincent Pées             |           |                                     |
|         |         | Etchebers                     |           |                                     |
|         | 1799    | Heguito                       |           | nommé par le préfet                 |
| 1799    | 1803    | Dubarbier-Noguès              |           | nommé par le préfet, démissionnaire |
| 1803    | 1808    | Bertrand Algeiru-Dehernaberry |           | nommé par le préfet                 |
| 1808    | 1814    | Pierre-Louis Pées             |           |                                     |
| 1814    | 1815    | Riveron                       |           |                                     |
| 1815    | 1826    | Pierre-Louis Pées             |           | démissionnaire                      |
| 1826    | 1842    | Bernard Heguito-Oxoby         |           |                                     |

## Démographie
| 1793 | 1800 | 1806 | 1821 | 1831 | 1836 |
| ---- | ---- | ---- | ---- | ---- | ---- |
| 285  | 277  | 278  | 285  | 310  | 332  |

## Culture locale et patrimoine

### Patrimoine civil
Le château des seigneurs de Luxe date du Moyen Âge.

### Patrimoine religieux
L'église de l'Assomption-de-la-Bienheureuse-Vierge-Marie date du XIXe siècle.

## Pour approfondir